# Сумська філія Харківського національного університету внутрішніх справ
Сумська філія Харківського національного університету внутрішніх справ започаткувала свою діяльність у 1995 році як відділення заочного навчання в м. Суми Університету внутрішніх справ.
Відділення заочного навчання в м. Суми являло собою структурний підрозділ Університету внутрішніх справ для підготовки фахівців за спеціальністю 7.060101 «Правознавство» з присвоєнням випускникам кваліфікації спеціаліста.
У вересні 1995 року перші 56 слухачів розпочали навчання на І курсі заочної форми навчання за державним замовленням (спеціалізація слідчо-криміналістична).
Розпорядженням Кабінету Міністрів України від 06.05.2001 р. № 173-Р на базі відділення заочного навчання було створено Сумську філію Національного університету внутрішніх справ. Згідно з наказом МВС України від 19.06.2001 р. № 465 «Про заходи щодо удосконалення структури Національного університету внутрішніх справ та інших вищих закладів освіти» та наказу ректора Національного університету внутрішніх справ від 04.07.2001 р. № 792 «Про організаційно-штатні питання» вперше був проведений набір студентів за денною формою навчання на платних засадах на перший курс в обсязі 100 чоловік.
На сьогоднішній день Сумська філія ХНУВС здійснює свою освітню діяльність за напрямом підготовки 6.030401 «Правознавство» на підставі рішення Акредитаційної комісії України від 30.05.2013 р. № 104 та Ліцензії МОН України Серія АЕ № 285242 від 18.09.2013 р.
За дев’ятнадцять років діяльності було створено навчально-матеріальну базу високого рівня, накопичено значний досвід організації та забезпечення навчального процесу, сформовано творчий колектив науковців і викладачів-практиків, готовий до постійного спілкування, обміну досвідом і співпраці, розроблено і втілено у практичну діяльність новітні технології навчання.
Сьогодні у Філії працюють 35 викладачів, серед них 18 кандидатів наук та 5 докторів наук.
Підготовку фахівців здійснюють три кафедри:
1.     Кафедра юридичних дисциплін.
2.     Кафедра соціально-економічних дисциплін
3.     Кафедра гуманітарних дисциплін.
Науково-педагогічний склад та студенти Філії постійно беруть активну участь у різноманітних наукових, науково-практичних конференціях, семінарах, засіданнях круглих столів та інших наукових заходах. Викладачі Філії є авторами багатьох підручників, навчальних та методичних посібників, наукових статей.
Студенти-юнаки мають можливість закінчити військову кафедру, яка діє при Сумському державному університеті.
Філія має бібліотеку з загальним фондом понад 69 тис. примірників навчально-методичної літератури. Студенти мають можливість у процесі навчання користуватися двома загальними читальними залами (одна - з періодичних видань).
Студенти також мають доступ до системи Інтернет, у Філії функціонують два комп'ютерні класи.
Змістовне культурне життя Філії спирається на Студентське самоврядування, Студентський клуб, низку спортивних секцій. Регулярно випускається газета «Verum verbum».
На базі Сумської філії ХНУВС з 2004 року працює юридична клініка, діяльність якої спрямована на допомогу отримання практичних навичок студентами 3-5 курсів шляхом надання юридичної допомоги малозабезпеченим верствам населення. В роботі юридичної клініки задіяні викладачі кафедри юридичних дисциплін.
1. ↑  Сумська філія ХНУВС. Архів оригіналу за 21 грудня 2016.